# 2010년 전국소년체육대회
제39회 전국소년체육대회는 2010년 8월 11일부터 8월 14일까지 대한민국 대전광역시에서 열렸다.

## 개요
- 대회명칭 : 제39회 전국소년체육대회
- 개최기간 : 2010년 8월 11일 ~ 2010년 8월 14일
- 개최지 : 대전광역시
- 구호 : 몸도 튼튼, 마음도 튼튼, 나라도 튼튼
- 참가인원 : 12,140명
- 종별 : 초등부, 중등부
- 마스코트 : 한꿈이와 소망이

## 종목

### 정식종목
| - 검도 - 근대3종 - 농구 - 럭비 - 레슬링 - 배구 - 배드민턴 - 복싱 - 볼링 - 사격 | - 사이클 - 소프트볼 - 수영 (경영, 다이빙, 수구) - 씨름 - 야구 - 양궁 - 역도 - 요트 - 유도 - 육상 | - 인라인롤러 - 정구 - 조정 - 체조 - 축구 - 카누 - 탁구 - 태권도 - 테니스 - 트라이애슬론 | - 펜싱 - 하키 - 핸드볼 |

## 경기장
| 종목       | 소재지           | 경기장                    | 종별                  | 세부종목       | 비고                            |
| ---------- | ---------------- | ------------------------- | --------------------- | -------------- | ------------------------------- |
| 검도       | 서구             | 배재대체육관(21C관)       | 전종별                |                |                                 |
| 근대3종    | 중구             | 한밭수영장                |                       | 수영           |                                 |
| 근대3종    | 중구             | 한밭보조경기장            |                       | 복합           | 육상/사격                       |
| 농구       | 중구             | 대전고체육관              | 중학부                |                |                                 |
| 농구       | 중구             | 대전여상체육관            | 초등부                |                |                                 |
| 럭비       | 동구             | 동아마이스터고운동장      | 전종별                |                |                                 |
| 레슬링     | 동구             | 대전대맥센터체육관        | 전종별                |                |                                 |
| 배구       | 유성구           | 충남대학교 체육관         | 남자중학부            |                |                                 |
| 배구       | 대덕구           | 신탄진초체육관            | 여자중학부            |                |                                 |
| 배구       | 서구             | 정부청사체육관            | 남자초등부/여자초등부 |                |                                 |
| 배드민턴   | 서구             | 도솔체육관                | 전종별                |                |                                 |
| 복싱       | 동구             | 한밭중체육관              | 전종별                |                |                                 |
| 볼링       | 유성구           | 월드컵볼링경기장          | 전종별                |                |                                 |
| 사격       | 청원군(충청북도) | 청원종합사격장            | 전종별                |                |                                 |
| 사이클     | 서구             | 월평사이클장              | 전종별                |                |                                 |
| 수영       | 동구             | 용운국제수영장            | 전종별                |                |                                 |
| 씨름       | 동구             | 우송정보대체육관          | 전종별                |                |                                 |
| 야구       | 중구             | 한밭야구장                | 중학부                |                | 한화생명 이글스파크로 명칭 변경 |
| 야구       | 중구             | 대전고운동장              | 초등부                |                |                                 |
| 양궁       | 유성구           | 대전체고운동장            | 전종별                |                |                                 |
| 역도       | 유성구           | 중일고체육관              | 전종별                |                |                                 |
| 유도       | 서구             | 목원대체육관              | 전종별                |                |                                 |
| 육상       | 중구             | 한밭종합운동장            | 전종별                |                |                                 |
| 인라인롤러 | 유성구           | 월드컵인라인경기장        | 전종별                |                |                                 |
| 정구       | 중구             | 한밭운동장                | 전종별                |                |                                 |
| 정구       | 서구             | 오량실내테니스장          | 전종별                | 준결승 및 결승 |                                 |
| 조정       | 장성군(전라남도) | 장성호조정경기장          | 전종별                |                |                                 |
| 체조       | 중구             | 사정공원인라인장          | 전종별                | 기계체조       |                                 |
| 체조       | 동구             | 대전여고체육관            | 전종별                | 리듬체조       |                                 |
| 축구       | 유성구           | 월드컵보조구장            | 남자중학부            |                |                                 |
| 축구       | 유성구           | 충남대운동장              | 남자초등부            |                |                                 |
| 축구       | 유성구           | 한밭대축구장              | 여자중학부            |                |                                 |
| 축구       | 대덕구           | KT&G신탄진제조장          | 여자초등부            |                |                                 |
| 카누       | 서구             | 갑천호수공원              | 전종별                |                | 도안호수공원으로 명칭 변경      |
| 카누       | 부여군(충청남도) | 부여백제호카누경기장      | 전종별                | 결승전         |                                 |
| 탁구       | 중구             | 서대전초체육관            | 전종별                |                |                                 |
| 태권도     | 중구             | 한밭다목적체육관          | 전종별                |                |                                 |
| 테니스     | 중구             | 충남대문화테니스장        | 남자중학부/여자중학부 |                |                                 |
| 테니스     | 중구             | 충남여고테니스장          | 여자초등부            |                |                                 |
| 테니스     | 서구             | 관저5지구체육공원테니스장 | 남자초등부            |                |                                 |
| 펜싱       | 동구             | 동아마이스터고체육관      | 전종별                |                |                                 |
| 하키       | 중구             | 국제통상고하키장          | 남자부                |                |                                 |
| 하키       | 중구             | 충남여중하키장            | 여자부                |                |                                 |
| 핸드볼     | 중구             | 충무실내체육관            | 중학부                |                |                                 |
| 핸드볼     | 서구             | 유천초체육관              | 초등부                |                |                                 |